# Legénylakás (film)
A Legénylakás (eredeti cím: The Apartment)  1960-ban bemutatott fekete-fehér, romantikus vígjáték. A film rendezője és producere Billy Wilder. Főszereplők Jack Lemmon, Shirley MacLaine és Fred MacMurray.
A filmet Wilder a Van, aki forrón szereti után forgatta. Ahhoz a filmhez hasonlóan a Legénylakás anyagilag is és a kritikusok körében is sikeres volt. A filmet 10 Oscar-díjra jelölték, amiből ötöt megkapott.
A film alapján 1968-ban Broadway musical készült belőle Promises, Promises címmel, aminek szövegét Neil Simon írta, a zeneszerző Burt Bacharach volt, a dalszövegeket Hal David alkotta meg.

## Cselekménye
|  | Alább a cselekmény részletei következnek! |

Calvin Clifford „C. C.” Baxter (Jack Lemmon) egyedülálló irodai dolgozó a Consolidated nevű nagy biztosítási cégnél, New Yorkban. Baxter jószívűségből megengedi négy kisebb főnöknek, hogy heti rendszerességgel használhassák az Upper West Side-on lévő legénylakását az éppen aktuális, házasságon kívüli kapcsolatuk ápolására. A szomszédok azt hiszik, hogy Baxter igen kicsapongó nemi életet él, ő azonban a légyottok ideje alatt a szabadban kószál, sokszor pedig a lakást kikölcsönzők elfelejtik a lakáskulcsot visszaadni neki, ezért nem is tud a saját ágyában aludni. A főnökök Baxter szívességét semmivel nem viszonozzák, csak a dolgozói értékelésébe írják bele, hogy „lelkes, megbízható és áldozatos munkát végez”. Baxter ugyanis gyakran nem is megy haza munka után, hanem inkább bent marad dolgozni (mert a lakásán éppen szerelmi találkozó zajlik).
Baxter abban reménykedik, hogy a jó jellemzések miatt egyszer majd előléptetik. Egyszer Sheldrake igazgató magához hívatja, de kiderül, hogy nem előléptetésről van szó, hanem az igazgató is szeretné elkérni a lakást aznap estére. Baxter ezúttal is kénytelen igent mondani. Ellentételezésként két színházjegyet kap a Broadwayen akkor futó, népszerű musicalre, a The Music Manre.
Baxternek titokban nagyon tetszik az egyik liftkezelő kisasszony, Fran Kubelik (Shirley MacLaine), és úgy tűnik, hogy a rokonszenv kölcsönös. Baxter megpróbálja elhívni az előadásra, a nő azonban azt mondja, hogy találkoznia kell egy korábbi kapcsolatával, hogy lezárhassa az ügyet, de ígéretet tesz rá, hogy oda fog érni a fél kilences kezdésre.
A nézők számára kiderül, hogy Sheldrake igazgató éppen a liftkezelő kisasszonnyal, Fran Kubelikkel találkozik egy étteremben, azonban hamarosan elhívja Baxter lakására, hogy megbeszélhessék, hogyan tovább. Sheldrake azt ígéri, hogy el fog válni a feleségétől. Az étteremben Miss Olsen, Sheldrake titkárnője felismeri őket. Baxter ezalatt hiába várja, hogy Fran megérkezzen a színházhoz.
Néhány héttel később, a vállalat karácsony partiján a titkárnő elárulja Frannek, hogy az igazgatónak több hasonló kapcsolata volt, és mindegyik nőnek azt ígérte, hogy el fog válni a feleségétől. Majd, amikor a nők rájöttek, hogy ez nem következik be, másik nővel ismerkedett meg.
A következő találkozójukon Baxter lakásában Fran veszekszik Sheldrake-kel, és magát hibáztatja, amiért hitt a férfinak. Sheldrake biztosítja róla, hogy szereti, de karácsonyi ajándékként egy százdollárost ad a nőnek (aki egy dzsesszlemezzel ajándékozta meg), majd hazatér a feleségéhez és két fiához.
Baxter egy nők által használt, apró, kettétört tükröt talál a lakásában, amit átad Sheldrake-nek. Nem sokkal később ugyanazt a tükröt látja Fran kezében, ebből rájön, hogy Sheldrake nője, akivel a lakásába ment, Fran volt. Baxter ettől csalódott lesz. Egy bárba megy, ahol megismerkedik egy nővel (Hope Holiday). Amikor felmennek Baxter lakásába, Baxter meglepődik, amikor ott találja az eszméletlen Frant teljesen felöltözve az ágyán fekve, és mellette egy üres gyógyszeresüveget. Baxter azonnal értesíti az emeleten lakó orvost, dr. Dreyfusst (Jack Kruschen), aki gyomormosást végez a nőn (a jelenetet nem mutatják), majd kávét kér Baxtertől a nőnek. Baxter eközben kituszkolja alkalmi nőismerősét a lakásból. Baxter megkéri az orvost, hogy ne jelentse az esetet a rendőrségen (ahogy a kötelessége lenne). Baxter azt mondja az orvosnak, hogy a nő a barátnője, akivel veszekedtek, de ő nem vette komolyan. Baxter egy borítékot talál az ágy mellett, amit később Fran kérésére felbont: nem búcsúlevél, hanem egy százdolláros van benne. Fran megkéri Baxtert, hogy a százdollárost adja oda Sheldrake-nek. Baxter elmondja neki, hogy egyszer pisztollyal ő is meg akarta ölni magát egy nő miatt, de véletlenül a térdét találta el. Az akkori reménytelen szerelme azóta tíz kilót hízott, négy gyermek anyja, és minden karácsonykor tortát küld neki. Fran úgy gondolja, hogy Baxter csak vigasztalni akarja, azért találta ki a történetet.
Baxter örül neki, hogy nincs egyedül karácsonykor, és mivel szeret römizni, ezért egy partit javasol. Közben Fran elárulja, hogy ez már a negyedik kapcsolata volt és a férfiak mindig otthagyták.
Az egyik főnök érkezik a házhoz Volkswagenen a barátnőjével és egy üveg pezsgővel. Baxter kidobja a lakásból, de a férfi észreveszi az ágyban fekvő Frant.
Sheldrake behívatja a titkárnőjét, Miss Olsent. Mivel fülébe jutott, amiket a nő Fran Kubeliknek mondott, azonnali hatállyal felmond Miss Olsennek (aki korábbi kapcsolatuk miatt bizalmasan Jeffnek szólítja Sheldrake-et). Sheldrake felhívja Baxtert telefonon. Baxter azt javasolja, hogy beszéljen Frannel, majd Frant is odahívja a telefonhoz, és lemegy vásárolni. Miss Olsen kihallgatja a telefonbeszélgetést, amiben Fran elmondja, hogy gyógyszert vett be, Sheldrake azonban arra kéri, hogy felejtsék el az egészet. Miss Olsen a beszélgetés után azonnal felhívja Sheldrake feleségét, mert fontos információkat akar elmondani a férjéről. Megbeszélik, hogy együtt ebédelnek.
Fran el akar menni, de Baxter közli vele, hogy 48 óráig az orvos utasítására ott kell maradnia, és milánói makarónit készít vacsorára a nőnek.
Fran sógora, Karl Matuschka taxisofőr bemegy Fran munkahelyére, és érdeklődni kezd iránta, mivel a sógornője már két napja nem ment haza. Ott a személyzeti főnök megadja neki Baxter címét. A sógor igen dühös lesz, és azt követeli, hogy Fran menjen vele haza az aggódó húgához. Váratlanul beállít az orvos, és a beteg hogyléte felől érdeklődik. Baxter megpróbálja eltitkolni, hogy miről van szó. Fran elmondja, hogy túl sok altatót vett be. Baxter – hogy ne derüljön ki az igazság – hozzáteszi, hogy őmiatta. Erre a taxisofőr két ökölcsapással leüti Baxtert. Fran a sógorával távozik.
Baxter másnap bemegy a munkahelyére, és Sheldrake-kel akar beszélni, mert el akarja mondani neki, hogy szereti Fran Kubeliket, az igazgató azonban meglepi azzal a hírrel, hogy elköltözött otthonról (a csomagjai ott vannak az irodában), el fog válni a feleségétől (mert az kirúgta) és átmenetileg az Athletic Clubban fog lakni. Egyúttal kinevezi Baxtert igazgatóhelyettesnek, mert az addigi jobbkezét kinevezték Denverbe. Sheldrake célzást tesz rá, hogy élvezni akarja az agglegényéletet.
Fran másnap gratulál Baxternek a kinevezéséhez és reménykedik abban, hogy Sheldrake el akarja venni feleségül (ebben a hitében Baxter is megerősíti).

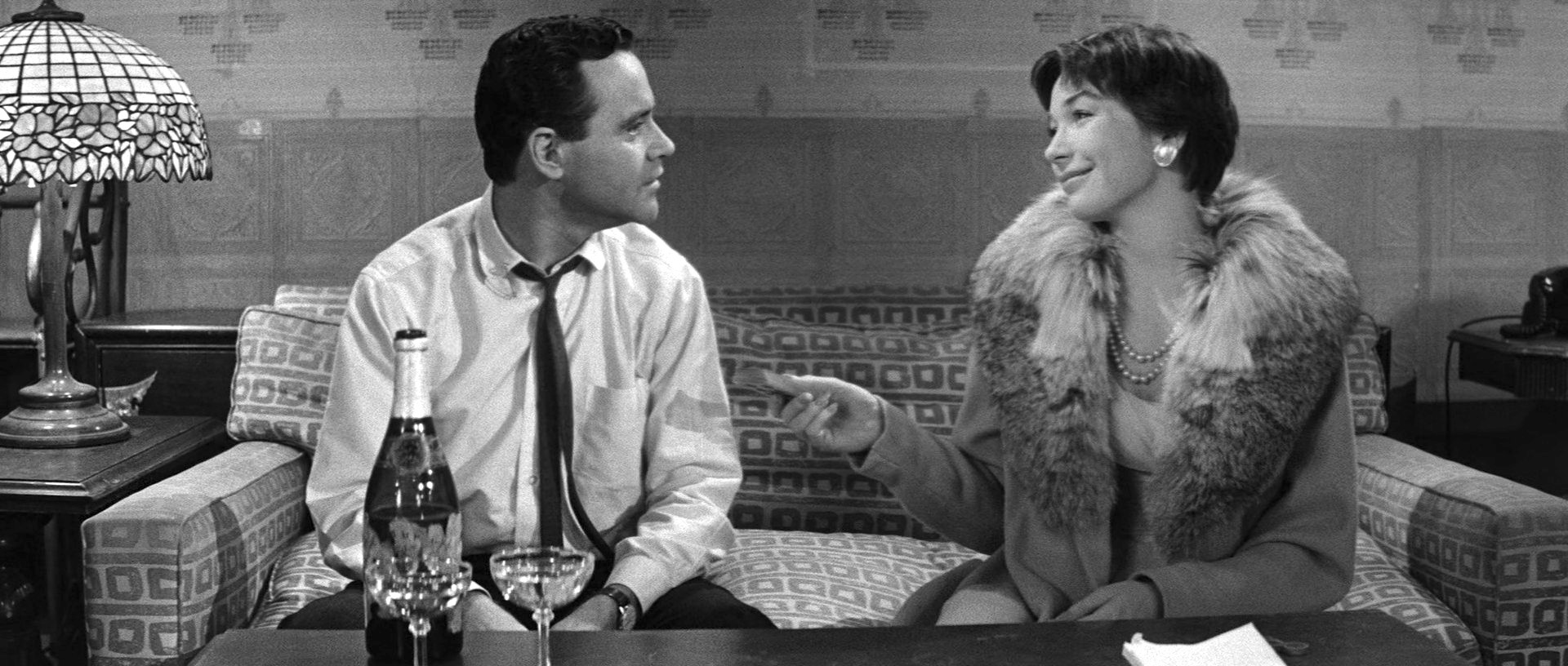
C. C. Baxter (Jack Lemmon) és Fran Kubelik (Shirley MacLaine), a történet utolsó jelenetében

Szilveszter délutánján Sheldrake ismét el akarja kérni Baxter lakását, hogy ott együtt legyen Fran Kubelikkel, Baxter megtagadja, hogy odaadja a kulcsát, de amikor Sheldrake megfenyegeti, hogy kirúgja, Baxter az asztalra dob egy kulcsot. Az igazgató nem sokkal később számonkéri rajta, hogy rossz kulcsot adott, mert az az igazgatói fürdőszoba kulcsa, Baxter biztosítja róla, hogy jó kulcsot adott, mert már nincs szüksége rá, ugyanis kilép.
Baxter hazamegy és csomagolni kezd. A jeget kérő szomszéd orvosnak azt mondja, hogy elköltözik, de még nem tudja, hova.
A szilveszteri bulin Sheldrake elmondja Frannek, hogy csak Atlantic Cityben tudott foglalni szállodai szobát, mert Baxter nem adta oda a lakását, és kilépett a cégtől. Kiemeli, hogy különösen Fran Kubelik ellen volt kifogása. Fran az éjfélkor szokásos dal felhangzása közben megszökik az asztaltól, és Baxter lakásához rohan. Ahogy felér a lépcsőn, hatalmas durranást hall, és megijed, hogy Baxter lelőtte magát. Azonban kiderül, hogy a zaj csak pezsgősüveg pukkanása volt. Amikor Fran a csomagok miatt kérdőre vonja, közli vele, hogy elköltözik, de még nem tudja, hová. Fran a kártya felől érdeklődik, és kártyázni kezdenek. Amikor Baxter megkérdezi, hogy mi lesz Sheldrake-kel, Fran azt válaszolja, hogy minden karácsonykor küld majd neki egy tortát (ez utalás arra történetre, amit Baxter mesélt el neki). Baxter közli vele, hogy szereti, mire Fran azt válaszolja: „Hallgass, és ossz!”
|  | Itt a vége a cselekmény részletezésének! |

## Szereplők
| Szereplő                   | Színész           | Magyar hang            | Magyar hang            | Magyar hang            |
| Szereplő                   | Színész           | 1. szereposztás (1970) | 2. szereposztás (2001) | 3. szereposztás (2006) |
| -------------------------- | ----------------- | ---------------------- | ---------------------- | ---------------------- |
| "Buddy Boy" Baxter         | Jack Lemmon       | Zenthe Ferenc          | Háda János             | Kapácsy Miklós         |
| Fran Kubelik               | Shirley MacLaine  | Pálos Zsuzsa           | Vándor Éva             | Zborovszky Andrea      |
| Jeff D. Sheldrake igazgató | Fred MacMurray    | Tomanek Nándor         | Csernák János          | Bolla Róbert           |
| Joe Dobisch                | Ray Walston       | Tyll Attila            | ?                      | ?                      |
| Dr. Dreyfuss               | Jack Kruschen     | Gera Zoltán            | ?                      | ?                      |
| Al Kirkeby                 | David Lewis       | Velenczey István       | ?                      | ?                      |
| Mrs. Margie MacDougall     | Hope Holiday      | Petur Ilka             | ?                      | ?                      |
| Sylvia                     | Joan Shawlee      | Dallos Szilvia         | ?                      | ?                      |
| Mrs. Mildred Dreyfuss      | Naomi Stevens     | Báró Anna              | ?                      | ?                      |
| Karl Matuschka             | Johnny Seven      | ?                      | ?                      | ?                      |
| Szőke nő a bárban          | Joyce Jameson     | ?                      | ?                      | ?                      |
| Télapó a bárban            | Hal Smith         | Horkai János           | ?                      | ?                      |
| Mr. Vanderhoff             | Willard Waterman  | Képessy József         | ?                      | ?                      |
| Mr. Eichelberger           | David White       | Horváth Gyula          | ?                      | ?                      |
| Miss Olsen                 | Edie Adams        | Földi Teri             | ?                      | ?                      |
| Irodai munkás              | Mason Curry       | Kautzky József         | ?                      | ?                      |
| Irodai munkás              | Dorothy Abbott    | ?                      | ?                      | ?                      |
| Charlie, csapos            | Benny Burt        | Sugár László           | ?                      | ?                      |
| Mrs. Lieberman             | Frances Weintraub | ?                      | ?                      | ?                      |
| Kézbesítő                  | David Macklin     | ?                      | ?                      | ?                      |

- További magyar hangok (2. szereposztásban): Bókai Mária, Farkasinszky Edit, Kassai Ilona, Kassai Károly, Kocsis Mariann, Láng József, Makay Sándor, Ősi Ildikó, Rosta Sándor
- További magyar hangok (3. szereposztásban): Ács Tibor, Dobos Imre, Dudás Eszter, Garai Róbert, Grúber Zita, Sallai Nóra, Seres Lajos, Stéfán-Bodor Mária, Szokol Péter, Szórádi Erika, Vári Attila

## Megjelenése
A film DVD-n 2001. június 19-én jelent meg.

## A film készítése
A Van, aki forrón szereti sikere után Billy Wilder és I.A.L. Diamond egy újabb filmet akartak készíteni, amiben ismét Jack Lemmon az egyik főszereplő. Wilder az igazgató szerepére eredetileg Paul Douglas színészt szánta, de ő váratlanul elhunyt, így a szerepet Fred MacMurray kapta meg.
A film eredeti ötlete Noël Coward Still Life című művén alapul. Ebben Celia Johnson és Trevor Howard viszonyt folytatnak Trevor egyik barátjának lakásán. Azonban a Hays Production Code előírásai miatt Wilder képtelen volt felnőtt témájú filmet készíteni az 1940-es években. A film részben egy megtörtént hollywoodi botrányon alapul, amiben Jennings Langot lelőtte Walter Wanger producer, mert viszont folytatott Wagner feleségével, Joan Bennett színésznővel. Lang a viszonyt egy alacsonyabb beosztású beosztott lakásában bonyolította le.
A történet másik eleme Diamond egyik barátjának tapasztalatán alapult, amiben a barátnője a szakításuk után a barátjának ágyán öngyilkosságot követett el.
Bár Wilder általában azt követelte a színészeitől, hogy pontosan kövessék a forgatókönyvet, több jelenetben megengedte Jack Lemmonnak, hogy rögtönözzön, az egyik az volt, amiben spagetti-főzés közben énekel a konyhában. Egy másik jelenetben, ahol azt kellett eljátszania, hogy orrba vágja a taxisofőr, nem sikerült megfelelően elhajolnia, és az ütéstől leült a földre. Mivel Lemmon meg tudott szólalni az ütés után, Wilder úgy döntött, hogy ezt benne hagyja a filmben.
Lemmon egy ízben meghűlt, amikor az egyik parkbeli jelenetet fagypont alatti időjárásban forgatták.
Trauner Sándor (alias Alexandre Trauner) művészeti vezető kényszerített perspektívát alkalmazott a „nagy biztosítási vállalat” irodája monumentális méretének érzékeltetésére. A díszletként használt helyiség nagyon hosszúnak tűnik, ami tele van az asztaluk mögött ülő hivatalnokokkal. A nagy méret érzékelését fokozatosan alacsonyabb színészek elhelyezésével oldotta meg; a szoba vége felé már gyerekek ülnek az arányosan kisebb asztaloknál, a nézőnek ezért az a benyomása támad, hogy azok az asztalok nagyon messze vannak, és a szoba hatalmas.
Baxter lakása kisebbnek mutatkozik, mint az akkoriban megszokott méretű, hasonló beosztású lakások. A berendezéshez olcsó lakberendezési üzletekből beszerzett, és Wilder saját bútorainak némelyikét is felhasználták.

## Fogadtatás
A film már megjelenésekor anyagi siker volt és a kritikusok is dicsérték. 25 millió dollár bevétele volt, ami akkoriban tekintélyes összegnek számított.
Az amerikai filmkritikusok véleményét összegző Rotten Tomatoes 93%-ra értékelte 58 vélemény alapján. A Chicago Sun-Times filmkritikusa, Roger Ebert és a ReelViews filmkritikusa, James Berardinelli áradozott a filmről, és a lehetséges 4 csillagból 4-et adtak neki. Ebert hozzáadta a saját „Nagy filmek” listájához is.

## Fontosabb díjak, jelölések
A film az 1960-as, 33. Oscar-díj ünnepségen 10 jelölést kapott, amiből 5-öt megkapott.
Oscar-díj
- díj: legjobb film – Billy Wilder
- díj: legjobb rendező – Billy Wilder
- díj: legjobb eredeti forgatókönyv – I. A. L. Diamond, Billy Wilder
- díj: legjobb vágás – Daniel Mandell
- díj: legjobb látványtervezés/díszlet – Alexander Trauner, Edward G. Boyle
- jelölés: legjobb férfi főszereplő – Jack Lemmon
- jelölés: legjobb női főszereplő – Shirley MacLaine
- jelölés: legjobb férfi mellékszereplő – Jack Kruschen
- jelölés: legjobb operatőr – Joseph LaShelle
- jelölés: legjobb hang – Gordon E. Sawyer

Bár Jack Lemmon nem nyert a filmmel Oscar-díjat, Kevin Spacey neki ajánlotta a saját Oscar-díját, amit az Amerikai szépség (1999) című filmben nyújtott alakításáért kapott. Az említett film DVD-jén „A színfalak mögött” című werkfilmben a film rendezője, Sam Mendes elmondja, hogy több más klasszikus amerikai film mellett megnézte a Legénylakás címűt is, és inspirációt kapott tőle, mielőtt megkezdte volna a forgatást.
A Legénylakás megkapta a legjobb filmnek járó BAFTA-díjat, továbbá Lemmon és MacLaine mindketten elnyerték a BAFTA-díjat és a Golden Globe-díjat az alakításukért.
A film rajta van az Amerikai Filmintézet (AFI) „Top 100 film” listáján, a „100 év, 100 nevetés” listáján, és a „100 szenvedély” listáján.
1994-ben a film bekerült az Amerikai Kongresszusi Könyvtár által kezelt amerikai nemzeti filmregiszterbe, „mint kulturális, történelmi vagy esztétikai értéke miatt örök időkre megőrzésre érdemes alkotást”.
2002-ben egy filmrendezőkkel készített felmérés során, amit a Sight and Sound magazin végzett, a filmet a 14. helyre sorolták be „minden idők legnagyszerűbb filmjei”  között.
2006-ban a Premiere magazin által készített szavazás szerint a Legénylakás egyike „minden idők 50 legjobb vígjátéká”nak.